# Нерей (Y-4)
«Нерей» (греч. Y-4 Νηρεύς) — греческая подводная лодка, успешно действовавшая во Второй мировой войне

## История
«Нерей» была подлодкой второго типа греческих подводных лодок, заказанных после окончания Первой мировой войны во Франции. Все 4 подлодки типа («Нерей», Протей, Тритон и Главкос получили имена морских божеств греческой мифологии соответственно: Нерей, Протей Тритон, Главк Морской. Подлодки принадлежали серии «А» проекта Симоно.
«Нерей» был построен в 1927−1930 годах на верфях ‘Ateliersond Chantiers de La Loive’ в городе Нант. Спуск корабля состоялся 28 декабря 1927 года, и 1 марта 1930 года корабль вошёл в состав ВМФ Греции.
Подлодка приняла участие в греко-итальянской войне 1940—1941 годов, совершив 6 боевых походов в Адриатическое море с 28 октября 1940 по 31 мая 1941 года. Однако её единственный успех — потопление грузового судна в Адриатике 18 января 1941 года не был подтверждён.
После вторжения Германии, пришедшей на помощь итальянцам в апреле 1941 года, «Нерей» вместе с другими кораблями флота ушёл на Ближний Восток.
Базируясь в Александрии (Египет) «Нерей» совершил 14 боевых выходов в Эгейское море.
24 сентября 1942 года «Нерей» под командованием коммандера А. Раллиса потопил 1500-тонный итальянский войсковой транспорт Fiume между островами Сими и Родос. На следующий день «Нерей» потопил грузовой итальянский парусник и впоследствии несколько других парусников.
«Нерей» был использован также для переброски диверсантов и для эвакуации офицеров и других лиц из оккупированной Греции.
3 подлодки типа погибли в ходе войны. «Нерей» был единственной подлодкой типа, оставшейся невредимой и вернувшейся в Грецию после освобождения, в октябре 1944 года. Подлодка была выведена из состава флота 3 мая 1947 года и продана на лом в 1952 году.

## Память
Имена мифологических морских божеств 4 подлодок серии построенной в 20-х годах во Франции получили 4 подлодки ВМФ Греции немецкой постройки типа 209/1100.
Подлодка «Нерей» (S-111) была построена на верфи ‘Howaldtswerke — Deutsche Werft (HDW) AG, Kiel’ Киль, Германия, принята греческим флотом 10 февраля 1972 года и прибыла на базу флота на остров Саламина 19 июня 1972 года.